# Yvonne Viseux
Yvonne Viseux (Parigi, 9 maggio 1927 – Gaillac, 31 gennaio 2018) è stata una modella francese, vincitrice del titolo di Miss Côte d'Azur 1946, Miss Francia 1947. 
L'elezione di Miss Francia si tenne presso il Palais de Chaillot di Parigi il 22 dicembre 1946. La Viseux fu la diciassettesima Miss France ma la prima eletta dal neonato comitato Miss France istituito nel 1946 da Guy Rinsaldo e Louis De Fontenay.